# Metal Gear Solid: The Legacy Collection
Metal Gear Solid: The Legacy Collection es una compilación de videojuegos la cual es exclusiva para PlayStation 3.

## Contenido

### Juegos
- Metal Gear
- Metal Gear 2: Solid Snake
- Metal Gear Solid Via PSN
- Metal Gear Solid: VR Missions Via PSN
- Metal Gear Solid 2: Sons of Liberty
- Metal Gear Solid 3: Snake Eater
- Metal Gear Solid 4: Guns of the Patriots (en un solo disco).
- Metal Gear Solid: Peace Walker

### Videos
- Metal Gear Solid: Digital Graphic Novel
- Metal Gear Solid 2: Digital Graphic Novel

### Booklet
- Metal Gear Solid: The Legacy Book

- Datos: Q15199106